# Мария Анна фон Пфалц-Зулцбах
Мария Анна Йозефа Шарлота фон Пфалц-Зулцбах (на немски: Maria Anna Josepha Charlotte von Pfalz-Sulzbach; * 22 юни 1722, Шветцинген; † 25 април 1790, Мюнхен) от династията Вителсбахи (линия Пфалц-Зулцбах), е пфалцграфиня от Пфалц-Зулцбах и чрез женитба принцеса на Курфюрство Бавария.

## Живот
Тя е втората дъщеря на наследствения принц Йозеф Карл фон Пфалц-Зулцбах (1694 – 1729) и на съпругата му пфалцграфиня Елизабет Августа София фон Пфалц-Нойбургска (1693 – 1728), дъщеря на курфюрст Карл III Филип фон Пфалц-Нойбург. 
Мария Анна се омъжва на 17 януари 1742 г. в Манхайм за наследствения принц на Курфюрство Бавария Клеменс Франц Баварски (1722 – 1770) от династията Вителсбахи (линия Бавария-Мюнхен), син на принц Фердинанд Мария Иноценц Баварски (1699 – 1738) и внук на курфюрст Максимилиан II Емануел от Бавария.
След смъртта на курфюрст Максимилиан III Йозеф от Бавария през 1777 г., който е без наследници, Мария Анна е противничка на фамилията Австрия, която има претенции за Долна Бавария. Тези претенции са признати от новия курфюрст Карл Теодор, който също няма наследници, на 15 януари 1778 г. в договор с Австрия. Мария Анна събира патриоти и се обръща лично за помощ към Фридрих Велики и към император Йозеф II. Тя и нейните привърженици протестират официално на 6 февруари 1778 г. и обявяват договора от 15 януари 1778 г. за невалиден.
Мария Анна се омъжва тайно на 10 юни 1780 г. за нейния рентмайстер Андреас Андрé, който ѝ служи като куриер и затова курфюрст Карл Теодор го заточава доживотно в нейното имение Риден.
Мария Анна умира 25 април 1790 г. в Мюнхен на 67 години. Сърцето ѝ е погребано отделно и се намира в Гнаденкапелата на Алтьотинг.

## Деца
Мария Анна и Клеменс Франц имат един син и три дъщери, които умират в деня на раждането им:
- Мария (*/† 30 септември 1748, Мюнхен)
- син (*/† 31 май 1754, Мюнхен)
- Мария Анна (*/† 28 януари 1755, Мюнхен)
- син (*/† 23 юни 1756, Мюнхен)

## В литературата
Животът на Мария Анна е описан в романа от 1931 г. Die Dame mit dem Samtvisier на писателя Хорст Волфрам Гайслер.